# P-セレクチン
P-セレクチン（英: P-selectin）またはCD62Pは、ヒトではSELP遺伝子にコードされるI型膜貫通タンパク質である。
P-セレクチンは、活性化された血管内皮細胞や血小板の表面で細胞接着分子として機能する。活性化されていない内皮細胞ではWeibel-Palade小体、活性化されていない血小板ではα顆粒にそれぞれ貯蔵されている。
P-セレクチンは、CD62P、GMP-140（Granule Membrane Protein 140）、PADGEM（ Platelet Activation-Dependent Granule to External Membrane Protein）といった別名でも知られる。P-セレクチンは1989年に内皮細胞で最初に同定された。

## 遺伝子と調節
P-セレクチンをコードするSELP遺伝子は染色体1q21-q24領域に位置し、その長さは50 kb以上で17個のエクソンから構成される。P-セレクチンは巨核球（血小板の前駆細胞）と内皮細胞で恒常的に発現している。巨核球や内皮細胞では、合成されたP-セレクチンは分泌小胞（顆粒）へ送られる。そしてトロンビンなどのアゴニストによって細胞が活性化された際に、迅速に細胞膜へ移行する。また、P-セレクチンのmRNAやタンパク質濃度は、TNF-α、LPS、IL-4といった炎症メディエーターによって上昇が引き起こされる。マウスモデルではTNF-αとLPSはmRNAとタンパク質の双方の濃度を高めるが、ヒト内皮細胞ではmRNAに影響を及ぼさないようである。一方、IL-4はヒトとマウスの双方でP-セレクチンの転写を高める。P-セレクチン合成の増大は、タンパク質の細胞表面への送達に重要な役割を果たしている可能性がある。虚血性脳卒中の患者では、血漿中のP-セレクチン濃度はPAI-1やTPAの活性と高い相関を示すことが報告されている。

## 構造
P-セレクチンは内皮細胞と血小板に存在し、それぞれWeibel-Palade小体、α顆粒に貯蔵されている。IL-4やIL-13などの炎症性サイトカインに応答して、P-セレクチンは内皮細胞の細胞膜へ移行する。P-セレクチンの細胞外領域は他のセレクチンと同様、N末端のC型レクチン様ドメイン、EGF様ドメイン、そして短いコンセンサスリピート（約60アミノ酸）を有するcomplement binding domainから構成される。このリピートの数は、細胞外領域でセレクチンの種類を区別する主要な特徴となっている。ヒトでは、P-セレクチンには9個、E-セレクチンには6個、L-セレクチンには2個のリピートが存在する。P-セレクチンは膜貫通領域によって膜に固定されており、そして短い細胞質テールが続く。

## リガンド
P-セレクチンの主なリガンドは、PSGL-1である。PSGL-1はほぼすべての白血球上に発現している。P-セレクチンはヘパラン硫酸やフコイダンにも結合する。PSGL-1は好中球、好酸球、リンパ球、単球などさまざまな造血系細胞上に位置しており、これらの細胞の係留と接着を媒介している。PSGL-1はP-セレクチン特異的に結合するわけではなく、E-セレクチンやL-セレクチンのリガンドとしても機能する。

## 機能
P-セレクチンは、炎症時の白血球の傷害部位へのリクルートに必要不可欠な役割を果たしている。炎症時にヒスタミンやトロンビンなどの分子によって内皮細胞が活性化されると、P-セレクチンは細胞内の部位から細胞表面へ移動する。トロンビンは内皮細胞からP-セレクチンの放出を刺激する因子の1つであるが、P-セレクチンの放出には他にもCa2+非依存的な経路が関与していることが示唆されている。
好酸球や好中球上のP-セレクチンリガンドは、シアル酸化され、プロテアーゼ感受性で、endo-β-ガラクトシダーゼ耐性の構造であり、E-セレクチンに関して報告されているものとは明らかに異なる。このことは、炎症応答時のリクルートにおいて、P-セレクチンとE-セレクチンが異なる役割を果たしていることを示唆している。
P-セレクチンは血管傷害部位への血小板のリクルートと凝集にも極めて重要である。静止状態の血小板では、P-セレクチンはα顆粒の内壁に位置している。（トロンビン、II型コラーゲン、ADPなどのアゴニストによる）血小板の活性化によって"membrane flipping"が引き起こされ、血小板はα顆粒や濃染顆粒を放出してその内壁は細胞外に露出する。その後、P-セレクチンは血小板-フィブリン間、血小板-血小板間の結合による血小板凝集を促進する。
P-セレクチンは、特性解析が進んでいないアンカータンパク質を介して、アクチン骨格にも結合している。

## がんにおける役割
P-セレクチンはE-セレクチン同様、腫瘍の転移にも関与している。活性化された内皮細胞や血小板の表面に発現したP-セレクチンは、がん細胞が転移のための血流へ侵入する過程を補助したり、局所的に複数の成長因子を供給したりする役割を果たしている。血小板は血管内で腫瘍細胞や白血球と複合体を形成することで腫瘍の転移を促進し、マクロファージによる認識を防いでいる。このことは、遠隔器官への腫瘍微小塞栓の播種に寄与していると考えられている。マウスでのin vivo実験では、循環血小板の減少によってがんの転移が低下する可能性が示されている。
腫瘍細胞の表面に発現したシアリルルイスX（sLe(x)）はE-セレクチンやP-セレクチンによって認識され、腫瘍の転移に重要な役割を果たしている場合がある。4T1乳がん細胞株では、E-セレクチン反応性はsLe(x)依存的であるのに対し、P-セレクチン反応性はsLe(x)非依存的であり、P-セレクチンの結合はCa2+非依存的、硫酸化依存的であることが示唆されている。硫酸化リガンドの1つは、グリコサミノグリカンの1種、コンドロイチン硫酸である。グリコサミノグリカンに加えて、ムチンもP-セレクチンを介した腫瘍転移において着目されている。腫瘍細胞上のムチンを選択的に除去することで、P-セレクチンを介した血小板との相互作用が低下することがin vivoとin vitroで示されている。
ヘパリンは、エンドグリコシダーゼによるヘパラン硫酸の分解を防ぐことで抗ヘパラナーゼ活性を示すことが長らく知られており、またP-セレクチンを効果的に阻害する。いくつかの臨床試験ではヘパリンの使用による腫瘍のプログレッションに対する顕著な効果が示されている一方で、有害な出血合併症の可能性のため、抗がん剤としての利用には限界がある。こうした理由により、P-セレクチンを標的とした新たな化合物の開発が進められている。中でも、STMC（semisynthetic sulfated tri mannose C-C-linked dimer）はP-セレクチン阻害活性によって腫瘍の転移を減弱することが動物モデルで示されており、腫瘍細胞と内皮細胞の相互作用の阻害が腫瘍の播種を遮断するうえで重要となることが示唆されている。

## 薬剤標的として
クリザンリズマブは、P-セレクチンに対するモノクローナル抗体である。クリザンリズマブはノバルティスによって開発され、2019年11月15日に鎌状赤血球症患者の血管閉塞症に対してFDAの承認を受けた。

## 関連文献
- “Knowledge-based model building of proteins: concepts and examples”. Protein Sci. 2 (11):  1798–810. (1994). doi:10.1002/pro.5560021103. PMC 2142283. PMID 7505680.
- “Heparin inhibition of selectin-mediated interactions during the hematogenous phase of carcinoma metastasis: rationale for clinical studies in humans”. Semin. Thromb. Hemost. 28 (1):  53–66. (2002). doi:10.1055/s-2002-20564. PMID 11885026.
- “Role of platelet P-selectin and microparticle PSGL-1 in thrombus formation”. Trends in Molecular Medicine 10 (4):  171–8. (2004). doi:10.1016/j.molmed.2004.02.008. PMID 15059608.
- “A new role in hemostasis for the adhesion receptor P-selectin”. Trends in Molecular Medicine 10 (4):  179–86. (2004). doi:10.1016/j.molmed.2004.02.007. PMID 15059609.
- “P-selectin mediates adhesion of leukocytes, platelets, and cancer cells in inflammation, thrombosis, and cancer growth and metastasis”. Arch. Immunol. Ther. Exp. (Warsz.) 54 (2):  75–84. (2006). doi:10.1007/s00005-006-0010-6. PMID 16648968.